# Marcus Bignot
Marcus Bignot (Birmingham, 22 agosto 1974) è un allenatore di calcio ed ex calciatore inglese, di ruolo difensore.

## Biografia
Suo fratello minore Paul è a sua volta stato un calciatore professionista. Nel giugno del 2013 si è sposato con Emma Byrne, portiere della nazionale irlandese femminile (ritiratasi nel 2017), con la quale ha giocato 134 partite.

## Caratteristiche tecniche
Era un terzino destro.

## Carriera

### Giocatore
Nel 1992 il Birmingham City, club della sua città natale in cui giocava nelle giovanili, lo svincola: Bignot passa quindi al Telford Utd, club di Football Conference (quinta divisione e più alto livello calcistico inglese al di fuori della Football League), in cui gioca nel successivo quadriennio, finché nel 1996 viene acquistato dai Kidderminster, altro club della medesima categoria, con il quale nella stagione 1996-1997 vince la Conference League Cup e conquista un secondo posto in campionato, sfiorando la promozione in quarta divisione.
Nell'estate del 1997 viene acquistato a titolo definitivo per 100000 sterline (cifra più alta mai incassata dai Kidderminster Harriers nella loro storia per la cessione di un giocatore) dal Crewe Alexandra di Dario Gradi, club neopromosso in seconda divisione; nell'arco delle successive tre stagioni, tutte trascorse in questa categoria, gioca complessivamente 97 partite di campionato. Al termine della stagione 1999-2000 non rinnova il suo contratto in scadenza con il club e, di conseguenza, se ne va da svincolato, accasandosi poco dopo ai Bristol Rovers, club di terza divisione, con un contratto biennale. Nel marzo del 2001, dopo 26 presenze ed una rete, si trasferisce al QPR (dove ritrova il suo ex allenatore Ian Holloway) in seconda divisione; rimane agli Hoops anche per l'intera stagione 2001-2002, trascorsa in terza divisione dopo la retrocessione subita nell'anno precedente, conclusa la quale rifiuta il rinnovo contrattuale offertogli da Holloway, in quanto a causa delle difficoltà economiche del club prevedeva uno stipendio che era la metà di quello che percepiva in precedenza.
Nell'estate del 2002 firma un contratto di breve durata con i Rushden & Diamonds, club neopromosso per la prima volta nella sua storia nella Football League, rinnovandolo di mese in mese finché nel novembre del 2002, essendo di fatto il terzino destro titolare del club, estendere il contratto fino al termine della stagione, che si conclude con la vittoria del campionato e, quindi, con una promozione in terza divisione. Bignot il 19 aprile 2003 è tra l'altro autore di una delle due reti nella vittoria per 2-1 sul campo del Carlisle Utd, che garantisce ai Rushden & Diamonds la promozione automatica senza passare dai play-off. Nel marzo del 2004, complice la pessima situazione finanziaria dei Rushden & Diamonds, Bignot viene venduto al Queens Park Rangers, con cui conclude la stagione conquistando una promozione in seconda divisione. Nella stagione 2004-2005 gioca stabilmente da titolare in seconda divisione con gli Hoops, per poi restare in squadra fino al gennaio del 2008 quando, dopo complessive 128 presenze, il suo contratto viene lasciato scadere senza un rinnovo; tra il novembre del 2007 ed il gennaio del 2008 Bignot aveva peraltro giocato in prestito al Millwall, con cui aveva disputato 8 partite in terza divisione. Subito dopo essere rimasto svincolato firma poi un contratto di 18 mesi con lo stesso Millwall, con cui gioca ulteriori 16 partite (play-off inclusi) in terza divisione, tra le quali la finale play-off della stagione 2008-2009, persa contro lo Scunthorpe Utd. Successivamente è per un periodo tesserato dall'Oldham Athletic, club di terza divisione, con cui di fatto comunque non scende mai in campo in incontri di campionato; nel febbraio del 2010 si svincola e fa ritorno dopo tredici anni ai Kidderminster Harriers, sempre in quinta divisione, categoria in cui gioca fino alla fine della stagione 2009-2010. Di fatto, è anche la sua ultima vera e propria esperienza come calciatore: l'anno seguente infatti è per alcuni mesi tesserato del Brackley Town, club di Southern Football League (settima divisione), con cui gioca però in modo saltuario; dal 2012 al 2016 gioca invece in totale 2 partite con il Solihull Moors, club di cui però era principalmente allenatore, già dal 2011.
In carriera ha totalizzato complessivamente 385 presenze e 4 reti nei campionati della Football League.

### Allenatore
Bignot inizia ad allenare nel 1997, all'età di 24 anni, mentre ancora giocava: diventa infatti tecnico della formazione femminile del Birmingham City, mantenendo tale incarico fino al 2005, quando torna a dedicarsi esclusivamente alla carriera come calciatore. Torna ad allenare nella parte finale della stagione 2010-2011, diventando vice allenatore del Solihull Moors, club di National League North (sesta divisione), di cui a partire dalla stagione 2011-2012 diventa invece allenatore. Nella stagione 2015-2016 vince il campionato (ed anche una Birmingham Senior Cup) conquistando così la promozione in National League (la prima nella storia del club, nonché de facto anche il massimo livello raggiunto dal club stesso nella sua storia). Il 7 novembre 2016, con il permesso del Solihull Moors, rescinde il contratto che lo legava al club ed il giorno stesso diventa il nuovo allenatore del Grimsby Town, club di quarta divisione; il 10 aprile 2017, poco più di cinque mesi dopo il suo arrivo ai Mariners, viene però esonerato. Successivamente, nel settembre del 2017 lavora per due settimane come vice di Micky Moore, allenatore ad interim del Barrow.
Il 20 settembre 2017 diventa il nuovo allenatore del Chester City, club di National League, che lascia dimettendosi dall'incarico l'11 aprile 2018, subito dopo la retrocessione del club. A partire dalla stagione 2018-2019 allena invece il Guiseley in coppia con Russ O'Neil, in National League North (sesta divisione). Parallelamente a questo incarico, tra il 2019 ed il 2021 è anche vice allenatore della nazionale inglese Under-18, mentre nel 2021 diventa vice allenatore della nazionale inglese Under-19 (in questo stesso anno allena anche per alcuni mesi, più precisamente dal 25 gennaio al termine della stagione, l'Aston Villa femminile, restando comunque contemporaneamente anche allenatore del Guiseley). Il 12 aprile 2022 viene esonerato dal Guiseley, mantenendo solo l'incarico nella nazionale Under-19. A tale incarico a partire dal 2022 affianca poi anche quello di collaboratore tecnico del Cheltenham Town, club di terza divisione. Negli anni seguenti lavora come vice allenatore in questa stessa categoria a Shrewsbury Town e Swindon Town.

## Palmarès

### Club

#### Competizioni nazionali
- Campionato inglese di quarta divisione: 1

Rushden&Diamonds: 2002-2003
- Conference League Cup: 1

Kidderminster Harriers: 1996-1997

#### Competizioni regionali
- Worcestershire Senior Cup: 1

Kidderminster Harriers: 2009-2010

### Allenatore

#### Competizioni nazionali
- National League North: 1

Solihull Moors: 2015-2016

#### Competizioni regionali
- Birmingham Senior Cup: 1

Solihull Moors: 2015-2016
- AXA Northern Premier League: 1

Birmingham City: 2001-2002
- Midland Combination League: 1

Birmingham City: 1998-1999